# Бизани
Бизани или Нео Бизани (на гръцки: (Νέο) Μπιζάνι, катаревуса: (Νέον) Μπιζάνιον) е село в Северозападна Гърция, дем Янина, област Епир. Според преброяването от 2001 година населението му е 313 души.

## География
Селото е разположено в Янинската котловина на 12 километра южно от град Янина.

## История
Името на селото в исторически план може да се срещне и като Бежани или Безани. По време на Балканската война през 1913 година край селото се разиграва ключовата за овладяването на Епир битка при Бизани.